# Liste der Biografien/Stum
Liste der Biografien |
Portal Biografien |
Personensuche
# |
A |
B |
C |
D |
E |
F |
G |
H |
I |
J |
K |
L |
M |
N |
O |
P |
Q |
R |
S |
T |
U |
V |
W |
X |
Y |
Z |
?
 
Sa |
Sb |
Sc |
Sd |
Se |
Sf |
Sg |
Sh |
Si |
Sj |
Sk |
Sl |
Sm |
Sn |
So |
Sp |
Sq |
Sr |
Ss |
St |
Su |
Sv |
Sw |
Sy |
Sz
 
Sta |
Ste |
Sth |
Sti |
Stj |
Stl |
Sto |
Str |
Sts |
Stt |
Stu |
Stv |
Stw |
Sty
 
Stua |
Stub |
Stuc |
Stud |
Stue |
Stuf |
Stug |
Stuh |
Stui |
Stuj |
Stuk |
Stul |
Stum |
Stun |
Stup |
Stur |
Stus |
Stut |
Stuu |
Stuv |
Stuw |
Stux |
Stuy
Die Liste der Biografien führt alle Personen auf, die in der deutschsprachigen Wikipedia einen Artikel haben. Dieses ist eine Teilliste mit 194 Einträgen von Personen, deren Namen mit den Buchstaben „Stum“ beginnt.

## Stum
- Stum, Everaldo (* 1991), brasilianischer Fußballspieler

### Stuma
- Stumar, Charles (1890–1935), US-amerikanischer Kameramann
- Stumar, John (1892–1962), ungarischstämmiger, US-amerikanischer Kameramann von überwiegend B-Filmen

### Stumb
- Stumbauer, Hans (1911–2003), österreichischer Pädagoge, Kunsterzieher, Autor, Maler und Grafiker
- Štumberger, Dominik (* 1999), kroatischer Fußballspieler
- Štumberger, Marcel (* 2001), kroatischer Fußballspieler
- Stumberger, Rudolf (* 1956), deutscher Gesellschaftswissenschaftler und Autor
- Stumbrys, Irmantas (1972–2000), litauischer Fußballspieler

### Stumc
- Stümcke, Heinrich (1871–1923), deutscher Schriftsteller, Theaterkritiker und Übersetzer

### Stume
- Stümer, Ferdinand (1922–2010), deutscher Gewerkschafter und Politiker (SPD), MdB
- Stümer, Heinrich (1789–1857), deutscher Opern- und Oratoriensänger (Tenor) sowie Komponist

### Stumk
- Stümke, Hans-Georg (1941–2002), deutscher LGBT-Aktivist
- Stümke, Volker (* 1960), deutscher evangelischer Theologe und Sozialethiker

### Stumm
- Stumm, Carl Friedrich (1798–1848), deutscher Unternehmer der Montanindustrie
- Stumm, Christian Philipp (1760–1826), deutscher Unternehmer und Bankier
- Stumm, Eduard (1867–1920), deutscher Verwaltungsjurist und Bezirksamtmann
- Stumm, Erwin Charles (1908–1969), US-amerikanischer Geologe und Paläontologe
- Stumm, Fabian (* 1981), deutscher Schauspieler, Drehbuchautor und FilmregisseurFabian Stumm (* 1981)

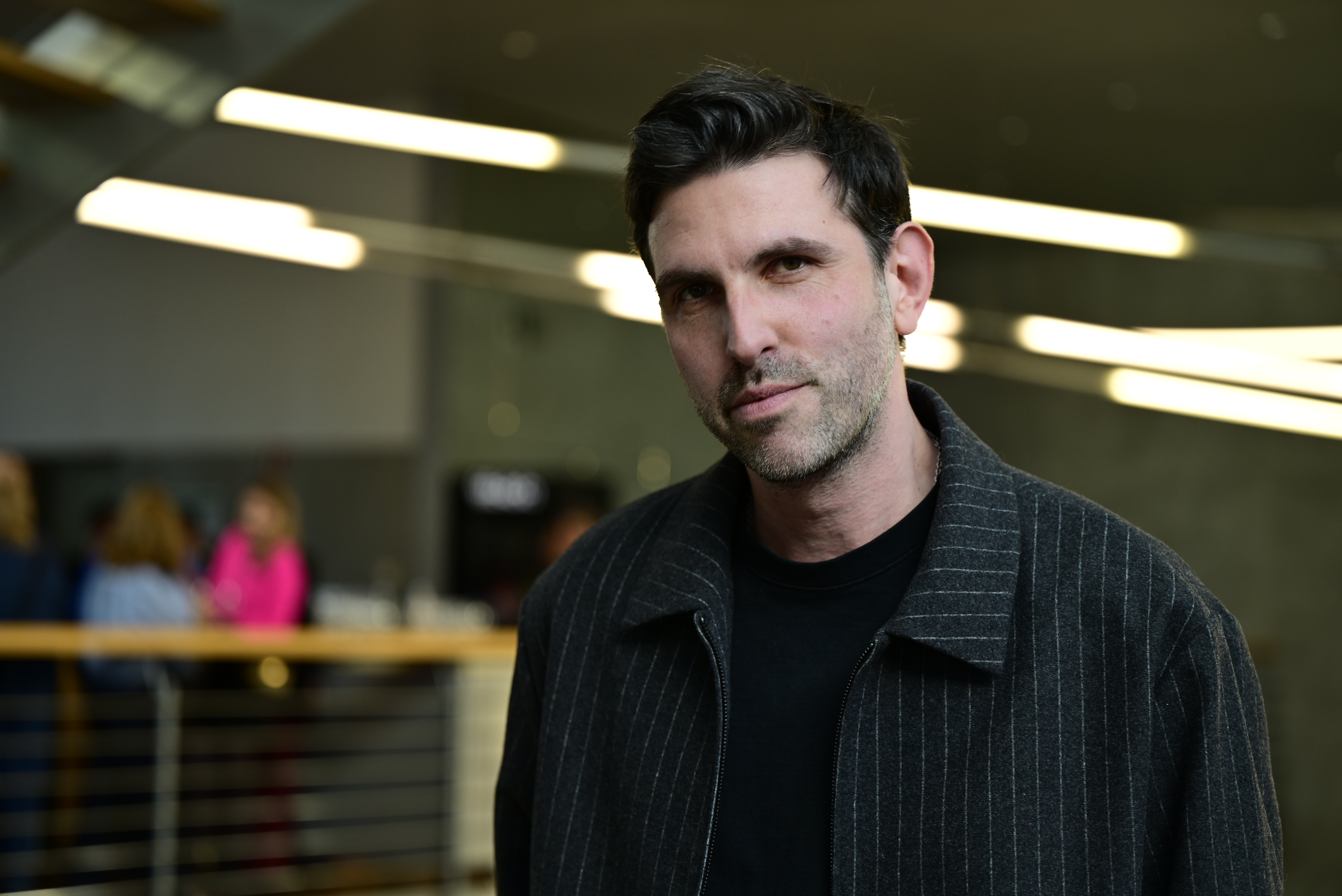
Fabian Stumm (* 1981)

- Stumm, Ferdinand Carl von (1880–1954), deutscher Diplomat, Industrieller und Rittergutsbesitzer
- Stumm, Ferdinand Eduard von (1843–1925), deutscher Diplomat
- Stumm, Friedrich Philipp (1751–1835), deutscher Unternehmer
- Stumm, Gerhard (* 1950), österreichischer Psychotherapeut und Publizist
- Stumm, Hugo Rudolf von (1845–1910), deutscher Unternehmer
- Stumm, Johann Michael (1683–1747), deutscher Orgelbaumeister
- Stumm, Johannes (1897–1978), deutscher Jurist, Polizeipräsident von West-Berlin
- Stumm, Lucie (1867–1947), schweizerische Kunsthistorikerin
- Stumm, Reinhardt (1930–2019), deutscher Kulturjournalist, Theaterkritiker und Sachbuchautor
- Stumm, Richard (1900–1971), deutscher Kunstmaler und Grafiker
- Stumm, Werner (1924–1999), Schweizer Chemiker
- Stumm, Wilhelm von (1869–1935), deutscher Diplomat
- Stumm-Halberg, Carl Ferdinand von (1836–1901), deutscher Politiker und Industrieller, MdR
- Stumme, Absolon († 1510), norddeutscher Maler der Spätgotik
- Stumme, Georg (1886–1942), deutscher General der Panzertruppe im Zweiten WeltkriegGeorg Stumme (1886–1942)

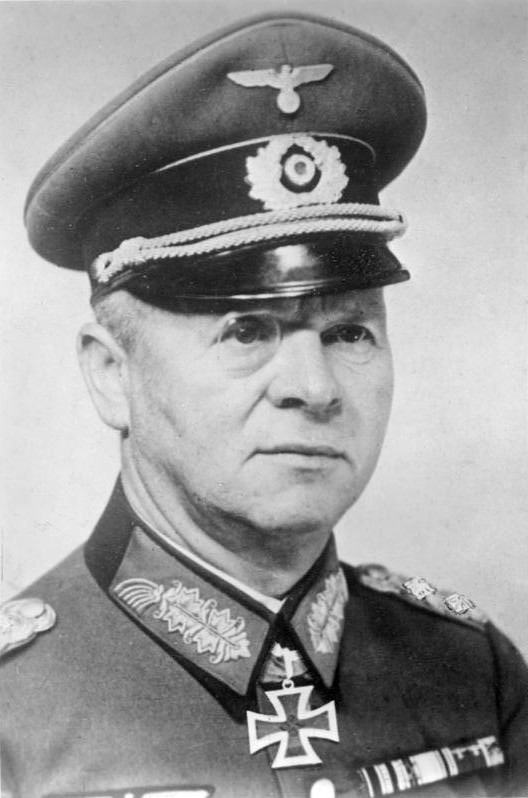
Georg Stumme (1886–1942)

- Stumme, Gerhard (1871–1955), deutscher Chirurg und Orthopäde sowie Sammler von Literatur zum Fauststoff
- Stumme, Gerhard (1889–1934), Landrat in den thüringischen Kreisen Weißensee und Nordhausen
- Stumme, Hans (1864–1936), deutscher Orientalist und Linguist
- Stumme, Wolfgang (1910–1994), deutscher Musiklehrer und Parteifunktionär (NSDAP)
- Stummel, Friedrich (1850–1919), deutscher sakraler Künstler
- Stummel, Ludwig (1898–1983), deutscher Konteradmiral
- Stummer von Traunfels, Josef (1808–1891), österreichischer Bauingenieur und Architekt
- Stummer von Traunfels, Rudolf (1866–1961), österreichischer Zoologe
- Stummer, Alfons (1924–2014), österreichischer Kulturfilmproduzent, Regieassistent und Filmregisseur
- Stummer, Alfred (* 1962), österreichischer Dreispringer
- Stummer, Anton (* 1930), österreichischer Künstler und Heimatforscher
- Stummer, Ernst Walter (* 1938), österreichischer Krimineller
- Stummer, Friedrich (1886–1955), deutscher katholischer Theologe
- Stummer, Heinrich (1940–2005), deutscher Texter geistlicher Lieder
- Stummer, Karl-Heinz (1936–2007), österreichischer Sänger und Schauspieler
- Stümmer, Konrad (1876–1955), deutscher Landrat
- Stummer, Walter (* 1964), deutscher Chirurg
- Stummer, Waltraude, österreichische Tischtennisspielerin
- Stummeyer, Bettina (1960–2011), deutsche Hörfunkmoderatorin, Autorin und Filmemacherin
- Stummeyer, Christian (* 1972), deutscher Wirtschaftswissenschaftler und Hochschullehrer
- Stummeyer, Heinrich (1894–1973), deutscher Politiker (NSDAP), MdL
- Stummvoll, Franz (1921–2006), österreichischer Maler, Grafiker und Schriftkünstler
- Stummvoll, Günter (* 1943), österreichischer Politiker (ÖVP), Abgeordneter zum Nationalrat, Mitglied des BundesratesGünter Stummvoll (* 1943)

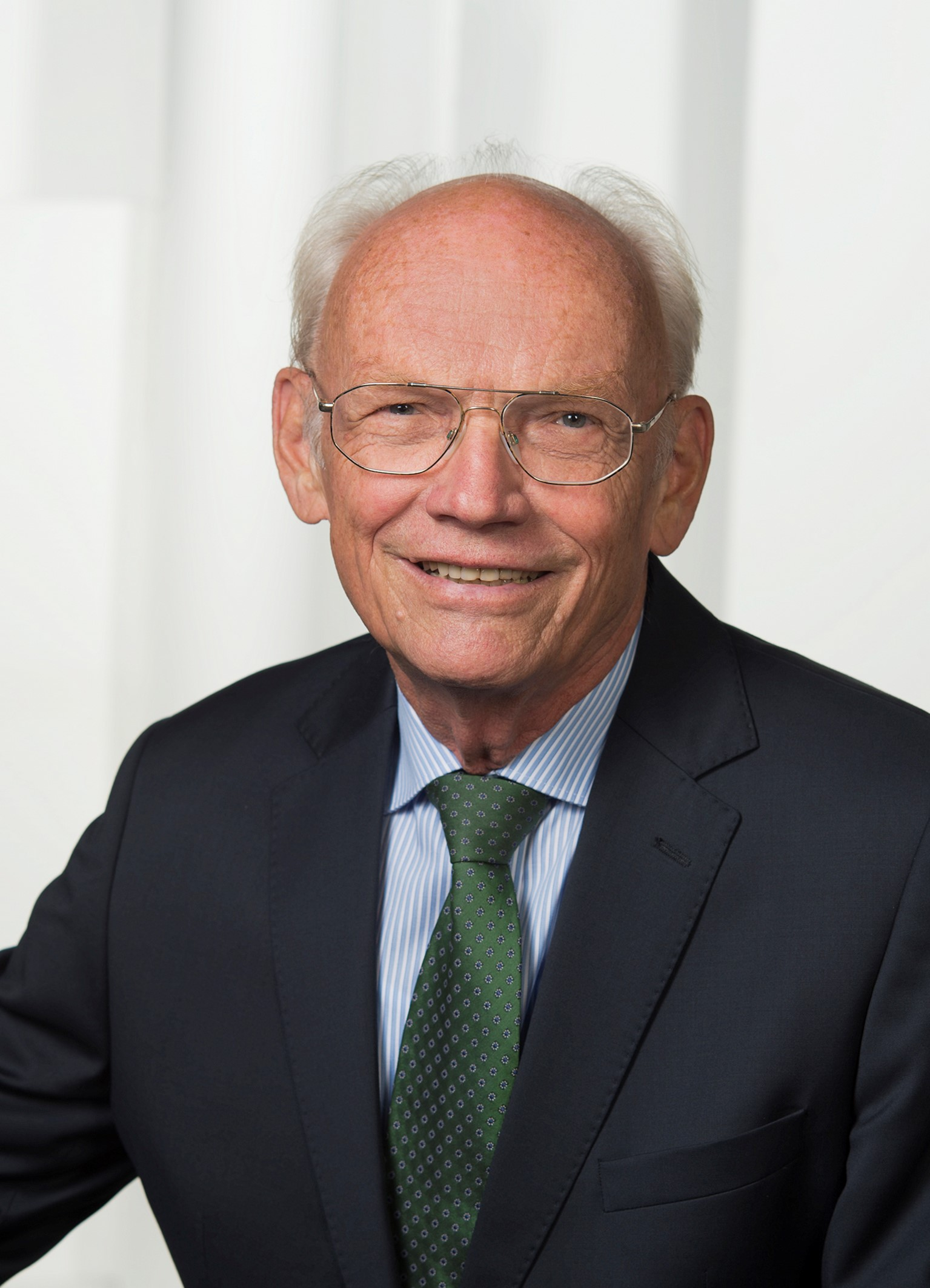
Günter Stummvoll (* 1943)

- Stummvoll, Josef (1902–1982), österreichischer Bibliothekar, Generaldirektor der Österreichischen Nationalbibliothek
- Stummvoll, Oliver (* 1995), österreichisches Model

### Stump
- Stump, Bob (1927–2003), US-amerikanischer Politiker
- Stump, Doris (* 1950), Schweizer Germanistin, Verlegerin und Politikerin (SP)
- Stump, Eleonore (* 1947), US-amerikanische Philosophin und Philosophiehistorikerin
- Stump, Felix (1894–1972), US-amerikanischer Marineflieger und Admiral der US Navy
- Stump, Gottlieb Friedrich von (1791–1849), deutscher Politiker und Verwaltungsbeamter
- Stump, Herman (1837–1917), US-amerikanischer Politiker
- Stump, Joe (* 1960), US-amerikanischer Gitarrist und Komponist
- Stump, Josef (1883–1929), Schweizer Komponist und Schwyzerörgeler
- Stump, Katrin (* 1972), deutsche Bibliothekarin
- Stump, Niklaus (1920–2005), Schweizer Wintersportler
- Stump, Nils (* 1997), Schweizer Judoka
- Stump, Patrick (* 1984), US-amerikanischer Musiker und Musikproduzent
- Stump, Peter (1525–1589), Zauberer, WerwolfPeter Stump (1525–1589)

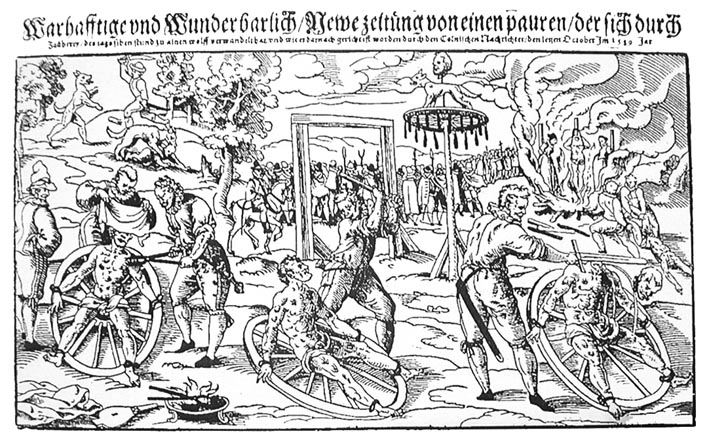
Peter Stump (1525–1589)

- Stump, Petra (* 1975), österreichische Klarinettistin
- Stump, Sebastian, deutscher Handballspieler
- Stump, Werner (* 1943), deutscher Politiker (CDU), Landrat
- Stump, Wilhelm (1890–1963), deutscher Politiker (SPD), MdL
- Stumpe, Felix (* 2002), deutscher Fußballspieler
- Stumpe, Hans Günther Hermann (* 1936), deutscher Kaufmann, wegen Mord verurteilt
- Stumpe, Marie (1877–1946), deutsche Malerin
- Stumpe-Speer, Ilona (* 1964), deutsche Schriftstellerin
- Stümpel, Bernhard (1924–1994), deutscher Prähistoriker und Denkmalpfleger
- Stümpel, Jozef (* 1972), slowakischer Eishockeyspieler
- Stümpel, Klaus (1941–2015), deutscher bildender Künstler
- Stümpel, Konrad (1890–1971), deutscher Kommunalpolitiker, Bürgermeister und Ehrenbürger von Wettbergen
- Stümpel-Schlichthaar, Carla (1901–1977), deutsche Tanzpädagogin
- Stumpenhausen, Wilhelm († 1950), deutscher evangelisch-lutherischer Geistlicher und Landessuperintendent
- Stumpenhusen, Susanne (* 1955), deutsche Soziologin und Gewerkschaftsfunktionärin
- Stumper, Judith (* 1965), rumänisch-deutsche Tischtennisspielerin
- Stumper, Kay (* 2002), deutscher TischtennisspielerKay Stumper (* 2002)

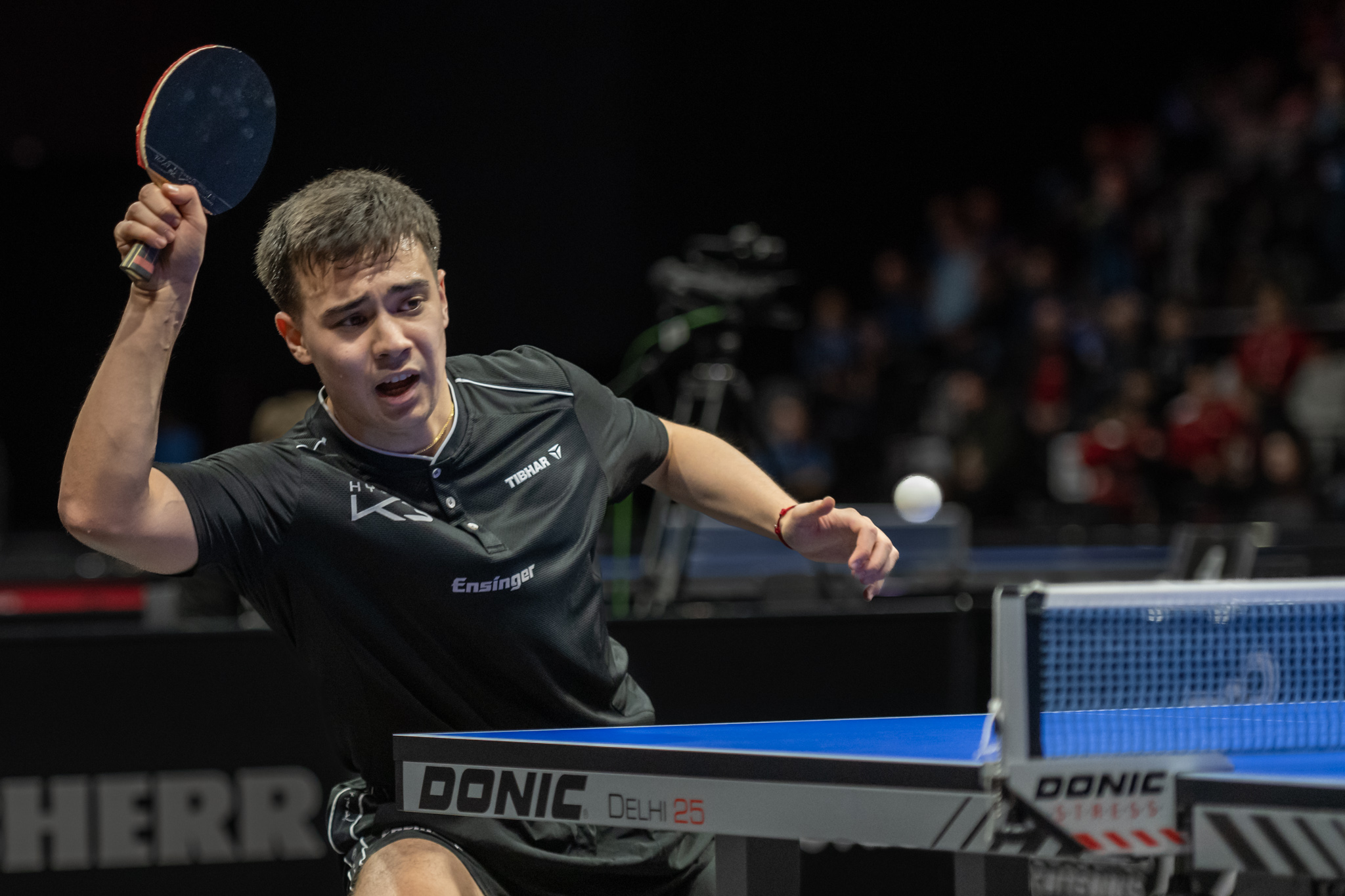
Kay Stumper (* 2002)

- Stumper, Laura (* 1984), deutsche Tischtennisspielerin
- Stumper, Ulrich (* 1940), deutscher Physiker
- Stumper, Werner (1927–2010), deutscher Maler und Grafiker
- Stümpert, Hermann (1949–2005), deutscher Journalist, Pionier des privaten Rundfunks in Deutschland
- Stumpf, Alfons (* 1949), deutscher Kommunalpolitiker und Bürgermeister der Stadt Attendorn
- Stumpf, Andreas Sebastian von (1772–1820), deutscher Archivar, Historiker und Regierungsdirektor
- Stumpf, Benno (1897–1966), österreichischer römisch-katholischer Geistlicher, Trappistenabt
- Stumpf, Bernd (* 1940), deutscher Fußballfunktionär und Fußballschiedsrichter
- Stumpf, Carl (1848–1936), deutscher Philosoph und Psychologe
- Stumpf, Carl (1862–1917), deutscher Kommunalpolitiker, Bürgermeister von Kaufbeuren
- Stumpf, Christian (* 1966), österreichischer Fußballspieler und -trainer
- Stumpf, Christoph (* 1972), deutscher Rechtsanwalt und Hochschullehrer
- Stumpf, Cordula (* 1960), deutsche Rechtswissenschaftlerin
- Stumpf, Daniel (* 1985), deutscher Handballspieler
- Stumpf, Daniela (* 1965), deutsche Fußballspielerin
- Stumpf, Elfriede (1921–2017), österreichische Malerin, Graphikerin und Designerin
- Stumpf, Franz (1876–1935), österreichischer Politiker (CS, VF), Abgeordneter zum Nationalrat, Landeshauptmann von Tirol, Mitglied des Bundesrates
- Stumpf, Franz (1912–1974), deutscher Opernsänger im Stimmfach Heldenbariton
- Stumpf, Franz (1950–2019), deutscher Politiker (CSU)
- Stumpf, Georg (* 1972), österreichischer Investor
- Stumpf, Gerhard (* 1953), deutscher Germanist und Bibliothekar
- Stumpf, Gottfried (1884–1962), deutscher Reichsgerichtsrat
- Stumpf, Hans (1919–2010), deutscher Fußballspieler
- Stumpf, Hans-Jürgen (1918–1980), deutscher Schauspieler
- Stumpf, Harald (1927–2021), deutscher Physiker und Hochschullehrer
- Stumpf, Hermann (1912–1997), deutscher Jurist
- Stumpf, Horst (1940–2006), österreichischer Reifenkonstrukteur und Erfinder, Hochschulprofessor und Maler
- Stumpf, Jakob (1874–1936), deutscher Architekt
- Štumpf, Jaroslav (1914–1979), tschechoslowakischer Fußballspieler und -trainer
- Stumpf, Joachim (* 1946), deutscher Basketballfunktionär und Unternehmer
- Stumpf, Johann Rudolf (1530–1592), Schweizer evangelischer Geistlicher und Heimatforscher
- Stumpf, Johannes (* 1500), Schweizer Historiker und ChronistJohannes Stumpf (* 1500)

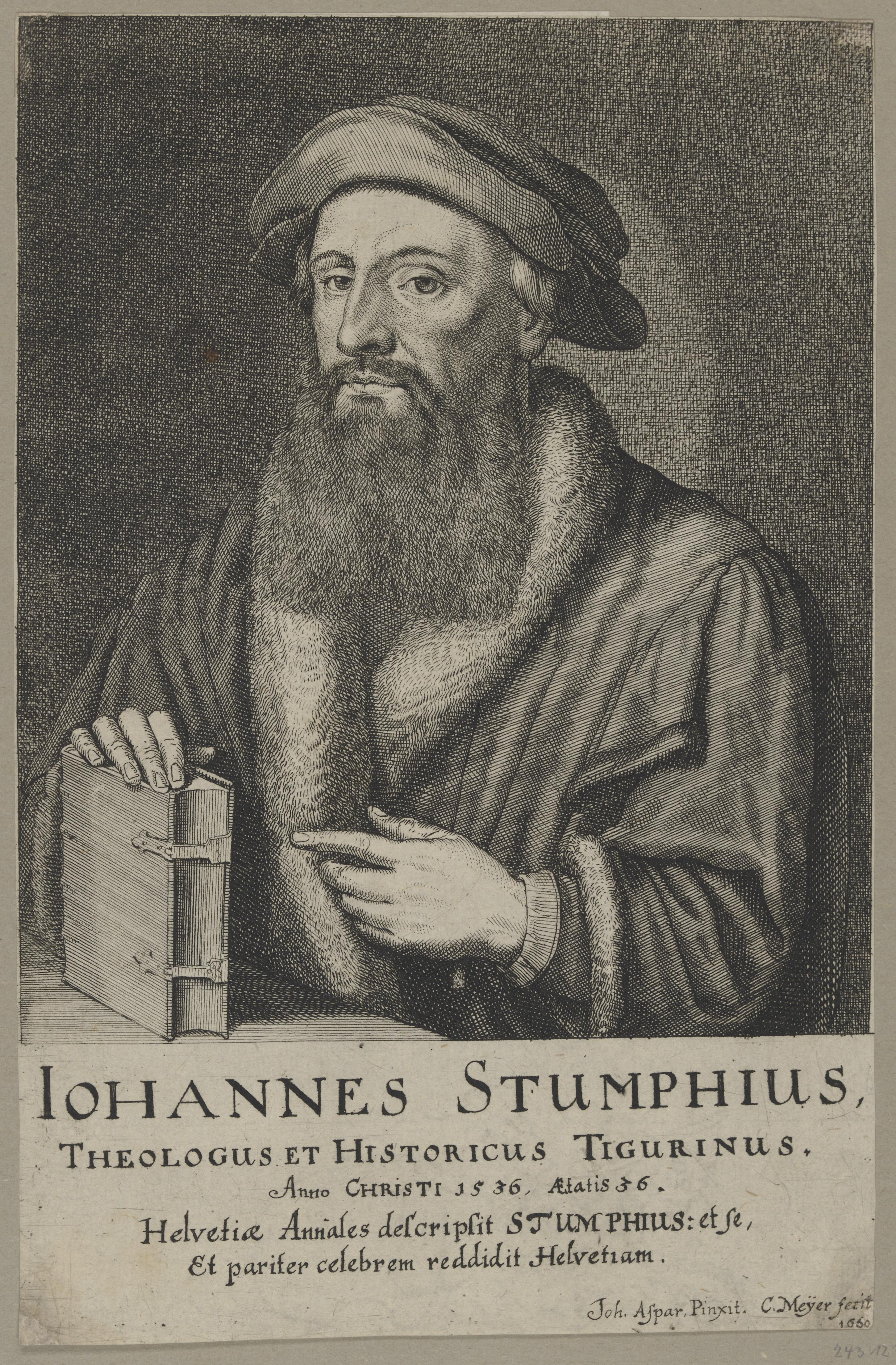
Johannes Stumpf (* 1500)

- Stumpf, Johannes (1862–1936), deutscher Maschinenbauingenieur und Hochschullehrer
- Stumpf, John (* 1953), US-amerikanischer Manager
- Stumpf, Julius (1889–1985), sudetendeutscher Kommunalpolitiker
- Stumpf, Juri (* 1966), deutscher Eishockeyspieler
- Stumpf, Karl (1927–2015), deutscher Politiker (FDP) und Bauernfunktionär
- Stumpf, Keiyona Constanze (* 1982), deutsche Malerin und Bildhauerin
- Stumpf, Kilian (1655–1720), deutscher Jesuit, Priester und Chinamissionar
- Stumpf, Lena (1924–2012), deutsche Leichtathletin
- Stumpf, Ludwig (1846–1923), deutscher Arzt und Fachautor
- Stumpf, Manfred (1930–2010), deutscher Politiker (SPD), MdL
- Stumpf, Manfred (* 1957), deutscher Zeichner, Bildhauer und Computerkünstler
- Stumpf, Marcus (* 1967), deutscher Archivar und Archivwissenschaftler
- Stumpf, Marcus (* 1974), deutscher Ökonom, Hochschullehrer für Marketing und Markenmanagement
- Stumpf, Martin (1886–1974), deutscher Politiker (NSDAP), MdR
- Stumpf, Mathias (* 1986), deutscher Bahnradfahrer
- Stumpf, Matthias (1755–1806), Schweizer Maler und Kupferstecher
- Stumpf, Max (1853–1925), deutscher Arzt
- Stumpf, Michael (* 1970), deutscher Biologe
- Stumpf, Michael (* 1972), deutscher Fernsehredakteur und Manager
- Stumpf, Michael (* 1988), österreichischer Politiker (FPÖ)
- Stumpf, Otto (1940–2017), deutscher Kanute, Sportfunktionär und Politiker (CDU), MdL
- Stumpf, Paul (1826–1912), deutscher Politiker und Fabrikant
- Stumpf, Paul (1886–1967), deutscher Landrat und Ministerialbeamter
- Štumpf, Peter (* 1962), slowenischer Ordensgeistlicher, römisch-katholischer Bischof von Koper
- Stumpf, Peter Paul (1822–1890), Bischof von Straßburg
- Stumpf, Petra, österreichische Fernsehmoderatorin, Sprecherin, Buchautorin und Podcasterin
- Stumpf, Pleikard (1807–1877), bayerischer Archivar, Historiker und Geograph
- Stumpf, Reinhard (* 1942), deutscher Militärhistoriker und Ministerialbeamter
- Stumpf, Reinhard (* 1961), deutscher Fußballspieler und -trainerReinhard Stumpf (* 1961)

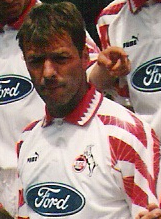
Reinhard Stumpf (* 1961)

- Stumpf, Reinhold F. (* 1970), österreichischer Autor
- Stumpf, Remig (1966–2019), deutscher Radrennfahrer
- Stumpf, Richard (1892–1958), deutscher Matrose, Sachverständiger vor dem Untersuchungsausschuss der Verfassungsgebenden Deutschen Nationalversammlung und des Deutschen Reichstages (1919–1928)
- Stumpf, Richard J. (1926–2006), US-amerikanischer Ingenieur und zweifacher Oscar-Gewinner
- Stumpf, Sebastian (* 1980), deutscher Fotograf, Foto- und Videokünstler
- Stumpf, Siegfried (* 1950), deutscher Polizeibeamter
- Stumpf, Simon, Schweizer Reformator
- Stumpf, Tino (* 1975), deutscher Basketballtrainer
- Stumpf, Tricia (* 1970), US-amerikanische Skeletonfahrerin
- Stumpf, Wilhelm (1873–1926), deutscher Maler, Grafiker, Illustrator
- Stumpf, Wilhelm (1875–1949), deutscher Beamter der Kommunalverwaltung, Stadtrat und Kulturdezernent
- Stumpf, Wolfgang (1909–1983), deutscher Schauspieler
- Stumpf, Zacharias († 1641), deutscher römisch-katholischer Geistlicher, Weihbischof in Würzburg
- Stumpf-Brentano, Karl Friedrich (1829–1882), österreichischer Historiker
- Stumpf-Fischer, Edith (* 1942), österreichische Bibliothekarin, Ministerialbeamtin und Frauenforscherin
- Stumpf-Lekisch, Harry, deutscher Automobilrennfahrer
- Stumpfe, Werner (1937–2018), deutscher Jurist, Manager und Verbandsfunktionär
- Stumpfegger, Ludwig (1910–1945), deutscher Mediziner, Begleitarzt im Stab des Reichskanzlers
- Stumpfegger, Sebastian (1671–1749), Salzburger Steinmetz
- Stumpfeld, Hans-Joachim von (1881–1968), deutscher Generalleutnant
- Stumpfeldt, Gustav von (1838–1893), deutscher Verwaltungsjurist und Landrat
- Stumpfeldt, Hans (1941–2018), deutscher Sinologe
- Stumpff, Hans-Jürgen (1889–1968), deutscher Generaloberst der Luftwaffe im Zweiten Weltkrieg
- Stumpff, Heinrich (1838–1905), deutscher Jurist und Präsident des Landgerichts Wiesbaden
- Stumpff, Horst (1887–1958), deutscher General der Panzertruppe im Zweiten Weltkrieg
- Stumpff, Johann Andreas (1769–1846), deutscher Harfen- und Klavierfabrikant
- Stumpff, Karl (1895–1970), deutscher Astronom
- Stumpff, Karl von (1819–1889), preußischer Generalleutnant
- Stumpff, Karl von (1858–1936), preußischer Generalleutnant im Ersten Weltkrieg
- Stumpff, Ludwig (1824–1900), Mitglied des Provinziallandtages Hessen-Nassau
- Stumpff, Tommi (1958–2023), deutscher Musiker
- Stümpfig, Georg (1890–1966), deutscher Politiker (NSDAP)
- Stümpfig, Martin (* 1970), deutscher Politiker (Bündnis 90/Die Grünen), MdL Bayern
- Stumpfl, Friedrich (1902–1997), österreichischer Psychiater
- Stumpfl, Robert (1904–1937), österreichischer Philologie und Theaterwissenschaftler
- Stumph, Stephanie (* 1984), deutsche Schauspielerin und FernsehmoderatorinStephanie Stumph (* 1984)

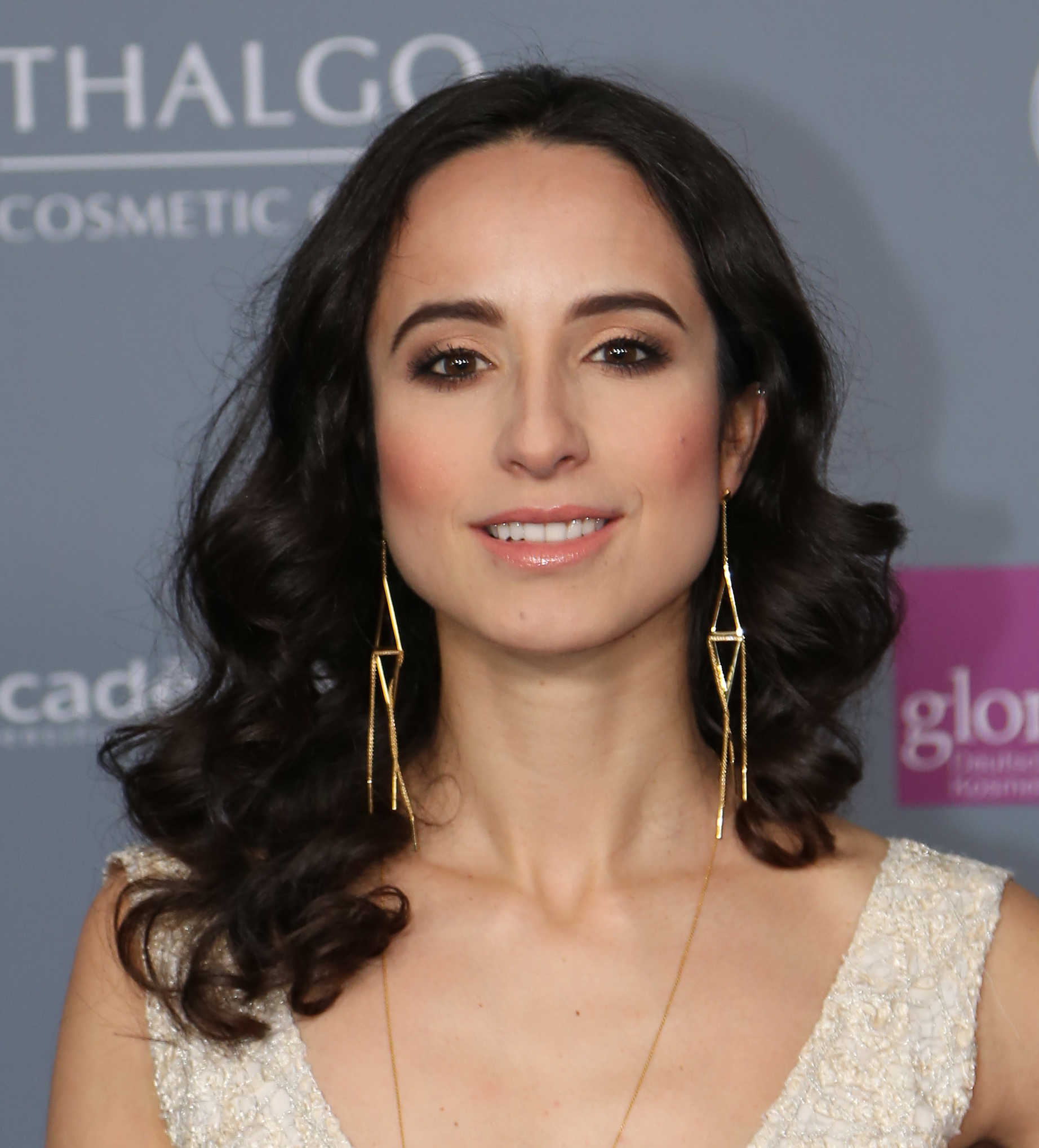
Stephanie Stumph (* 1984)

- Stumph, Wolfgang (* 1946), deutscher Schauspieler und Kabarettist
- Stumpp, Christina (* 1987), deutsche Politikerin (CDU)
- Stumpp, Emil (1886–1941), deutscher Lehrer, Maler und Pressezeichner
- Stumpp, Ernst (1897–1978), deutscher Ingenieur und Hochschullehrer für Elektrotechnik; Dekan und Prorektor
- Stumpp, Karl (1896–1982), deutscher Ethnograf und Vertriebenenfunktionär
- Stumpp, Margit (* 1963), deutsche Politikerin (Bündnis 90/Die Grünen), MdB
- Stumptner, Andreas, deutscher Journalist
- Stumptner, Reiner (* 1964), deutscher Fußballspieler

### Stumv
- Stumvoll, Walter (1904–1982), österreichischer Schauspieler